# Волков, Владимир Петрович
Влади́мир Петро́вич Во́лков (24 ноября 1923, Верхнеудинск — 2 ноября 1987, Ленинград) — русский советский живописец, график, скульптор, педагог.

## Биография
В 1938—1942 годах учился в Пензенском художественном училище.
В 1942—1945, едва достигнув восемнадцати лет, Волков ушёл на фронт, участвовал в битве на Курской дуге и был тяжело ранен. В 1945—1948 служил на Сахалине.
В 1948 переехал в Ленинград, работал печатником в Институте живописи, скульптуры и архитектуры им. И. Е. Репина (1948—1952). В 1952 году поступил на графический факультет этого института, закончив его в 1958 году. Дипломная работа в ВАХ — серия офортов «На улице». Учился у А. Ф. Пахомова и Л. Ф. Овсянникова.
В 1954 году женился на художнице Галине Петровне Молчановой. С 1955 года Волков подолгу жил в деревне Бор Новгородской области, которая стала для него своеобразной мастерской под открытым небом и важной темой его творчества. Второй темой его творчества был город, пластическую формулу которого художник искал на протяжении всей жизни.
В 1958 начал участвовать в выставках, вступил в Ленинградский Союз советских художников. В 1959 преподавал в Институте им. И. Е. Репина. Занимался живописью.
В 1963-66 годах творческий путь В. П. Волкова резко изменяется. Сближаясь с художником В. В. Стерлиговым, учеником Казимира Малевича, он входит в живописно-пластическую традицию русского авангардного искусства. Изменение в творческом пути художника было связано с тем, что с начала 1962 г. В. В. Стерлигов начал развивать теорию К. С. Малевича о новых прибавочных элементах в изобразительном искусстве. К. С. Малевич изучал течения новейшего искусства (импрессионизм, пост-импрессионизм, сезаннизм, кубизм) и определил, что каждое из них имеет свой «новый прибавочный элемент»; сделав этот вывод, он открыл общий прибавочный элемент своего времени — «прямую». Его последователь, В. В. Стерлигов развивал теорию К. С. Малевича, и в 1962 г. открыл прибавочный элемент искусства своего времени: «прямо-кривую». В это открытие в начале 1960-х гг. он посвящает нескольких художников, в том числе В. П. Волкова. Художники начинают работать в новой пластической форме.
Этот узкий художественный круг соратников по искусству получил название «Старопетергофской школы» , так как встречи художников, совместная работа и выставки проходили у С. Н. Спицына в Старом Петергофе (пригород Петербурга). «Старопетергофская школа» была создана В. В. Стерлиговым и С. Н. Спицыным в 1963-65 годах; в круг этой «школы» входили художники Т. Н. Глебова, В. П. Волков, Г. П. Молчанова, Е. Н. Александрова, П.М Кондратьев и искусствоведы А. В. Повелихина, Е. Ф. Ковтун. Первая группа художников занималась в мастерской Волкова и Молчановой на Лесном проспекте, в доме 22. Здесь проходили "встречи художников.
В 1966 Волков отошёл от Старопетергофской школы. Его творчество вплоть до 1980-х гг. продолжает испытывать влияние идей В. В. Стерлигова: серии работ «Ленты», «Фигуры», «Овалы», «Листья».
Скончался в 1987 году. Похоронен в Петергофе на Бабигонском кладбище.

### Семья
Жена — Галина Петровна Молчанова — художник.
Сын — Григорий Владимирович Молчанов — живописец, скульптор, педагог.

## Творчество
В. П. Волков занимался освоением стадий кубизма и традиций классического авангарда. Особенностью Владимира Волкова было проведение постоянного существования пластического пространства в двухмерном и трехмерном измерениях. Работал над принципами современного пластического пространства. В 1964 начал заниматься деревянной скульптурой. Конец 1960-х — 1970-е — оформлял интерьеры различных зданий в Калуге и Ленинграде. 1965—1980-е — прекратил публичную выставочную деятельность из-за пересмотра взглядов на искусство. Периодически устраивал показ и обсуждение работ в своей мастерской.

### Персональные выставки
- 1990 — в Москве;
- 1991 — в Ленинграде;
- 1995 — в Петрозаводске;
- 1996 — «Владимир Волков». ГМИИ имени А. С. Пушкина. Москва;
- 2003 — «Владимир Волков. Живопись. Графика». К 80-летию художника. Выставочные залы СПб Творческого союза художников, Санкт-Петербург;
- 2003 — «Владимир Волков. Выставка графики». Научная библиотека СПб Союза художников, Санкт-Петербург;
- 2007 — «Здравствуйте, господин Матюшин». Выставка графики и инсталляция скульптур Владимира Волкова (авторы Александр Маслов и Григорий Молчанов). Музей петербургского авангарда (Дом Матюшина). ГМИ Санкт Петербурга;
- 2009 — «Владимир Волков». Государственный Русский музей, Санкт-Петербург;

Работы Волкова экспонировались на выставках «Павел Кондратьев и Владимир Волков» (Царскосельская коллекция, 1994) и «Павел Кондратьев и художники его круга» (ЦВЗ Манеж, 1995) в Санкт-Петербурге.

## Музейные собрания
Работы Владимира Волкова находятся в частных коллекциях в России, Германии и Франции; в музеях России и за рубежом, включая:
- Государственный Русский музей, Санкт-Петербург;
- Государственная Третьяковская галерея, Москва;
- Государственный музей изобразительных искусств имени А. С. Пушкина, Москва;
- Отдел эстампов и фотографий РНБ, Санкт-Петербург;
- Царскосельская коллекция, Пушкин;
- Вологодская областная картинная галерея;
- Ярославский художественный музей, Ярославль.